# José de la Torre (Schauspieler)
José Antonio de la Torre Delgado (* 20. April 1987 in Montilla; † 5. Dezember 2024 ebenda) war ein spanischer Schauspieler und Model.

## Leben und Karriere
De la Torre wurde in Montilla geboren. Er studierte an der Escuela Superior de Arte Dramático. Sein Debüt gab er 2017 in der Serie Servir y proteger. Anschließend spielte er von 2019 bis 2021 in Toy Boy mit.  2020 war er in Amar es para siempre zu sehen. Im selben Jahrcwurde er für die Serie Vis a vis: El Oasis gecastet. Neben seiner Schauspielkarriere arbeitete er als Model und trat mit verschiedenen Modemarken auf.
De la Torre verstarb am 5. Dezember 2024 im Alter von 37 Jahren an den Folgen einer schweren Krankheit.

## Filmografie
Serien
- 2017–2023: Servir y proteger
- 2019–2021: Toy Boy
- 2020: Amar es para siempre
- 2020: Vis a vis: El Oasis